# Ɐ

Imagen de la A invertida

La A invertida (mayúscula: Ɐ, minúscula: ɐ, símbolo matemático: ∀) es a de dos historias) se usa en el  Pryce]] como un carácter fonético para el idioma córnico. En sus libros, se han utilizado tanto Ɐ como ɐ. Fue utilizado en el siglo XIX por Charles Sanders Peirce como un símbolo lógico para los 'no-americanos' ("antiamericanos").
El símbolo lógico ∀, tiene la misma forma que una mayúscula sans serif convertida en A. Se utiliza para representar el cuantificador universal en lógica de predicados, donde normalmente se lee como "para todos". Fue utilizado por primera vez de esta manera por Gerhard Gentzen en 1935, por analogía con la notación Ǝ de Giuseppe Peano para el cuantificador existencial y el uso posterior de la notación de Peano por Bertrand Russell. En ingeniería de tráfico se utiliza para representar el flujo, el número de unidades (vehículos) que pasan un punto en una unidad de tiempo. También se puede utilizar en tarifas unitarias.
De acuerdo con el principio de acrofonía, la letra A se originó a partir de la escritura protosinaítica como símbolo que representa la cabeza de un buey o vaca, su orientación y significado original se han perdido con el tiempo. El símbolo A girado restaura la letra a una representación más fácilmente reconocible logográfica de la cabeza de un buey.
La U+1D44 ᵄ letra modificada a invertida se utiliza en el Alfabeto Fonético Urálico.

## Codificaciones
| Carácter      | Ɐ                                  | Ɐ                                  | ɐ                                  | ɐ                                  | ∀           | ∀          |
| ------------- | ---------------------------------- | ---------------------------------- | ---------------------------------- | ---------------------------------- | ----------- | ---------- |
| Unicode       | LETRA MÁYUSCULA LATINA A INVERTIDA | LETRA MÁYUSCULA LATINA A INVERTIDA | LETRA MINÚSCULA LATINA A INVERTIDA | LETRA MINÚSCULA LATINA A INVERTIDA | PARA TODOS  | PARA TODOS |
| Codificación  | decimal                            | hex                                | decimal                            | hex                                | decimal     | hex        |
| Unicode       | 11375                              | U+2C6F                             | 592                                | U+0250                             | 8704        | U+2200     |
| UTF-8         | 226 177 175                        | E2 B1 AF                           | 201 144                            | C9 90                              | 226 136 128 | E2 88 80   |
| Ref. numérica | &#11375;                           | &#x2C6F;                           | &#592;                             | &#x250;                            | &#8704;     | &#x2200;   |
| Ref. entidad  |                                    |                                    |                                    |                                    | &forall;    | &forall;   |